# Amos Bronson Alcott

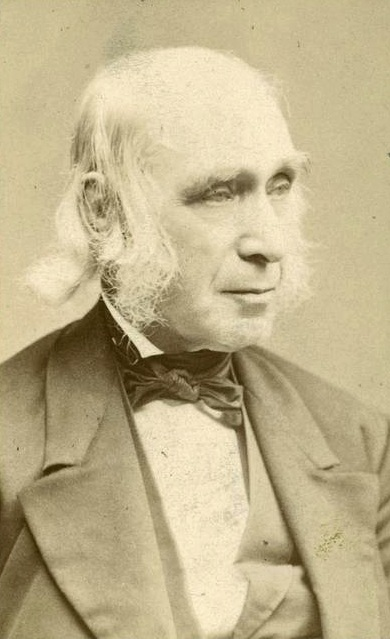
Amos Bronson Alcott

Amos Bronson Alcott (Wolcott, 29 november 1799 - Boston, 4 maart 1888) was een Amerikaans filosoof, leraar, pedagoog, abolitionist, verdediger van vrouwenrechten en lid van de 19e-eeuwse New Englandse groep transcendentalisten. 
Alcotts opvoedingstheorieën zijn geïnspireerd op die van Pestalozzi, maar vooral op de voorbeelden van Socrates en de evangeliën. Zijn doel was om het denken te stimuleren en "de ziel uit zijn sluimer te wekken", en hierbij speelden stimulerende conversaties in een beleefde en ontspannen sfeer een grote rol. 

## Geschriften
- Observations on the Principles and Methods of Infant Instruction (1830)
- Conversations with Children on the Gospels (Volume I, 1836)
- Conversations with Children on the Gospels (Volume II, 1837)
- Concord Days (1872)
- Table-talk (1877)
- New Connecticut. an Autobiographical Poem (1887; een eerste editie edition ponder eigen beheer gedrukt in 1882)
- Sonnets and Canzonets (1882)
- Ralph Waldo Emerson, Philosopher and Seer: An Estimate of His Character and Genius in Prose and Verse (1882)
- The journals of Bronson Alcott

- Bibsys: 97049425
- Bibliothèque nationale de France: cb13338408h (data)
- CiNii: DA04726835
- Gemeinsame Normdatei: 118501747
- International Standard Name Identifier: 0000 0001 2123 8534
- Library of Congress Control Number: n50040194
- Bibliotheek van het Japanse parlement: 00620252
- Nationale bibliotheek van Australië: 35002767
- Nationale Bibliotheek van Israël: 987007273392905171
- Nederlandse Thesaurus van Auteursnamen: 070226938
- Réseau des bibliothèques de Suisse occidentale: 02-A002916732
- SNAC: w61n8121
- Système universitaire de documentation: 035815574
- Trove: 785495
- Virtual International Authority File: 22289181
- WorldCat: E39PBJpDRwCBJgRyg6MmrTDDv3